# Collège d'agriculture de Sapporo

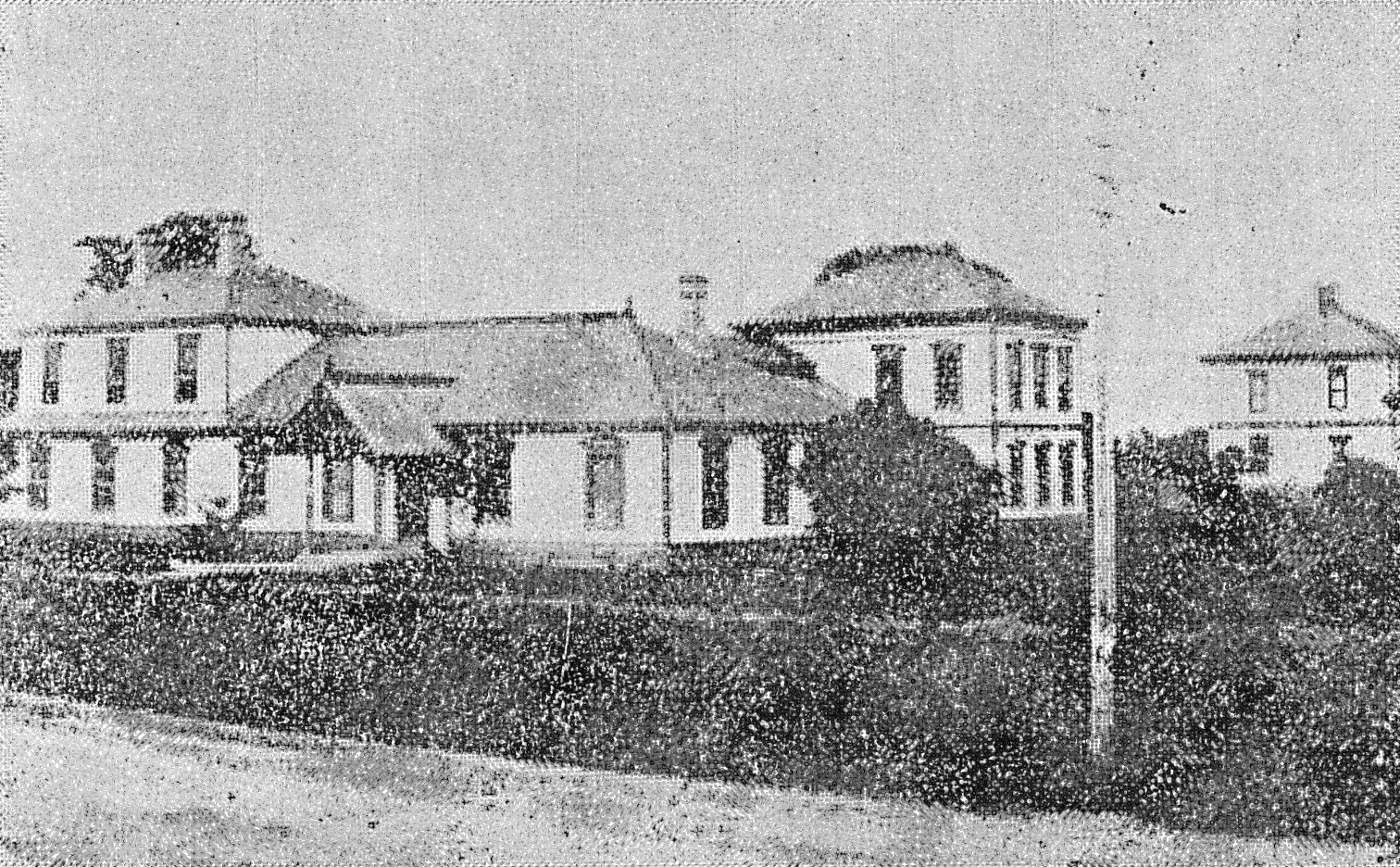
Le collège en 1880.

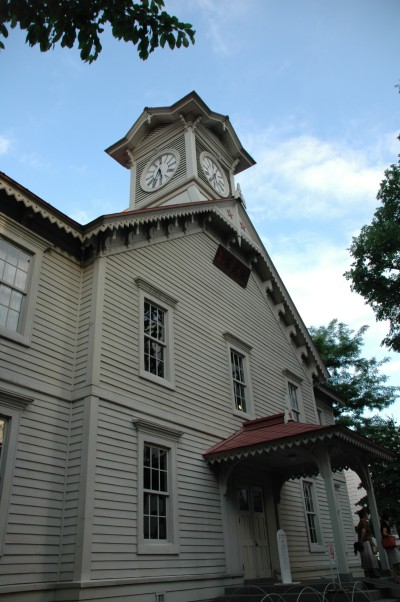
La tour de l'horloge de Sapporo fait initialement partie du collège d'agriculture de la ville.

Le collège d'agriculture de Sapporo (札幌農学校, Sapporo nōgakkō) est un établissement scolaire japonais situé à Sapporo au Japon, et qui fut fondé en septembre 1875 pour former les pionniers s'installant sur l'île de Hokkaidō, au nord de l'archipel nippon, une politique menée par le bureau de colonisation de Hokkaidō.

## Histoire
Le collège d'agriculture de Sapporo fut fondée d'abord sous le nom de l'école de Sapporo. Elle reprenait l'école expérimentale de Kaitakushi (開拓使仮學校, Kaitakushi karigakko) fondée à Tokyo en 1872.
Rebaptisée « collège d'agriculture de Sapporo » en 1876, le premier directeur de l'établissement fut Zusho Hirotake. Le vice-directeur fut l'Américain William Smith Clark, diplômé du Amherst College et président de l'université du Massachusetts à Amherst. Clark n'enseigna que huit mois à Sapporo mais eut un profond impact sur les étudiants. Il fut suivi par William Penn Brooks également diplômé d'Amherst. Un autre Américain, Cecil Peabody fut professeur de mathématiques de 1878 à 1882.
Une fois devenue autonome, elle fut intégrée à l'université impériale du Tōhoku en 1907 puis à l'université impériale de Hokkaido en 1918. Celle-ci fut renommée « université de Hokkaido » en décembre 1947. Le collège d'agriculture de Sapporo devint alors la faculté d'agriculture de l'université.

## Sources
- (en) Cet article est partiellement ou en totalité issu de l’article de Wikipédia en anglais intitulé « Sapporo Agricultural College » (voir la liste des auteurs).